# Джамият аль-Ислах аль-Иджтимаи
«Общество социальных реформ» (Джамият аль-Ислах аль-Иджтимаи) — организация со штаб-квартирой в Эль-Кувейте (Кувейт). В Кувейте имеет статус неправительственной благотворительной организации под прикрытием благотворительных программ продвигает в жизнь главную цель ассоциации «Братья-мусульмане» устранение неисламских правительств и установление исламского правления во всемирном масштабе путём воссоздания «Всемирного исламского халифата», первоначально в регионах с преимущественно мусульманским населением, а также Россию и страны СНГ. Основные формы деятельности: целенаправленная исламистская пропаганда, сочетаемая с нетерпимостью к другим религиям; целенаправленная работа (прежде всего пропагандистская с мощным финансовым подкреплением) по внесению раскола в общество; конспиративное финансирование вооруженного джихада на Северном Кавказе. Отделение организации в Российской Федерации официально зарегистрировано Минюстом России в 1993 году.
14 февраля 2003 года решением Верховного суда Российской Федерации «Джамият аль-Ислах аль-Иджтимаи» признана террористической организацией и её деятельность в России запрещена.